# Peter Segal
Peter Segal (Los Angeles, 1962) é um cineasta, roteirista, produtor e ator norte-americano. Segal dirigiu os filmes de comédia Tommy Boy (1995), My Fellow Americans (1996), The Nutty Professor II: The Klumps (2000), Anger Management (2003), 50 First Dates (2004), The Longest Yard (2005), Get Smart (2008), e Grudge Match (2013).

## Filmografia
- Naked Gun 33⅓: The Final Insult (1994)
- Tommy Boy (1995)
- My Fellow Americans (1996)
- Nutty Professor II: The Klumps (2000)
- Anger Management (2003)
- 50 First Dates (2004)
- The Longest Yard (2005)
- Get Smart (2008)